# Кимрка
Ки́мрка (Ки́марка) — река в Тверской области России, протекает по территории Кимрского района и городского округа город Кимры, в черте которого впадает в Угличское водохранилище на реке Волге в 2948 км от устья по левому берегу. Длина реки составляет 32 км, площадь водосборного бассейна — 207 км². В нижнем течении судоходна.

## Приток
Крупнейший приток — ручей Осановский, вытекающий из озера Усад.

## Данные водного реестра
По данным государственного водного реестра России относится к Верхневолжскому бассейновому округу, водохозяйственный участок реки — Волга от Иваньковского гидроузла до Угличского гидроузла (Угличское водохранилище), речной подбассейн реки — бассейны притоков (Верхней) Волги до Рыбинского водохранилища. Речной бассейн реки — (Верхняя) Волга до Куйбышевского водохранилища (без бассейна Оки).
Код объекта в государственном водном реестре — 08010100812110000003592.